# Adrien Garel
Adrien Garel (Bagneux, Alts del Sena, 12 de març de 1996) és un ciclista francès. Combina la carretera amb el ciclisme en pista.

## Palmarès en ruta
- 2014
  - 1r als Boucles de Seine-et-Marne
- 2015
  - Vencedor d'una etapa al Tour de la Manche
- 2016
  - Vencedor d'una etapa al Tour de Côte-d'Or
- 2017
  - 1r al Circuit del Morbihan

## Palmarès en pista
- -  Campió de França en Persecució per equips
- 2017
  -  Campió d'Europa en Scratch